# Sindur

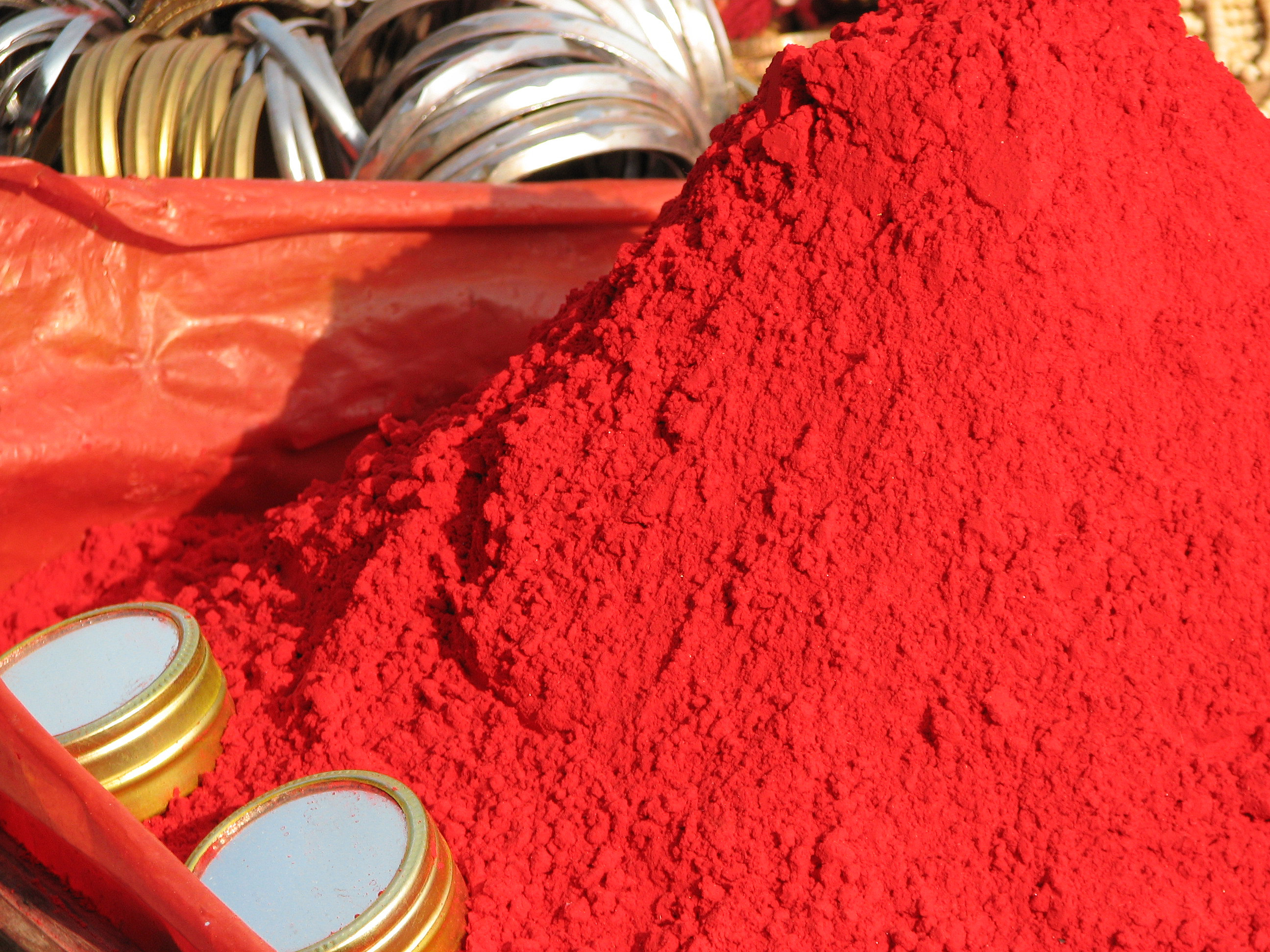
Sindur

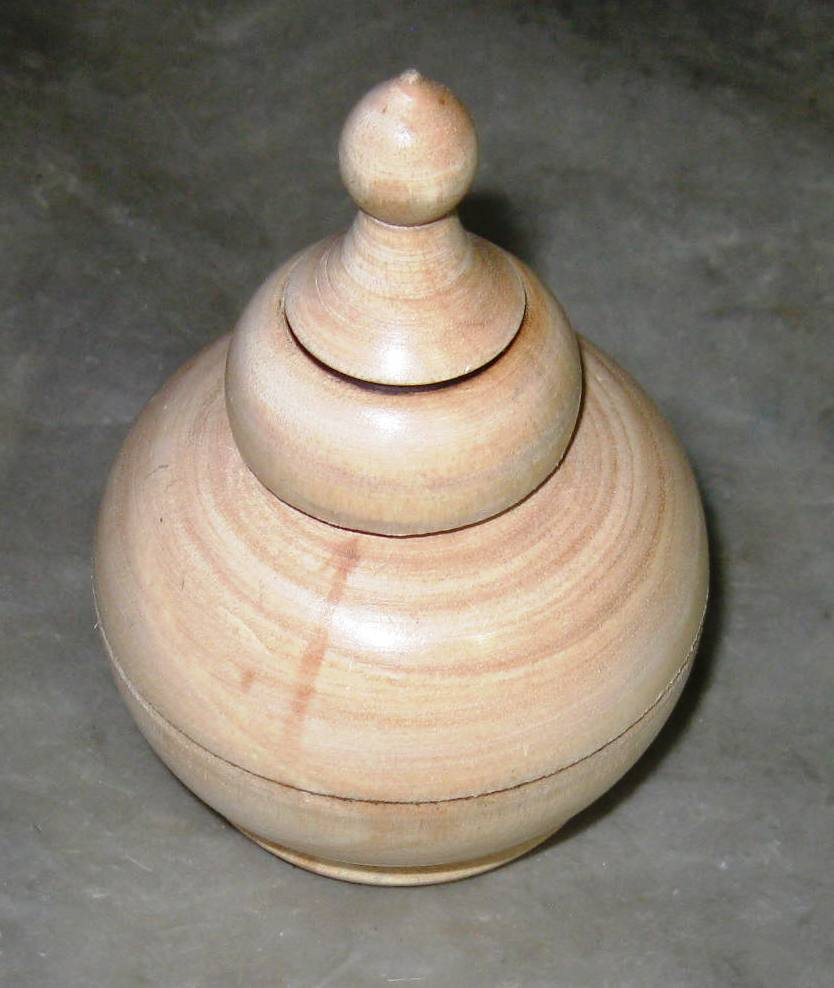
Drewniane pudełko na sindur (Vermilion)

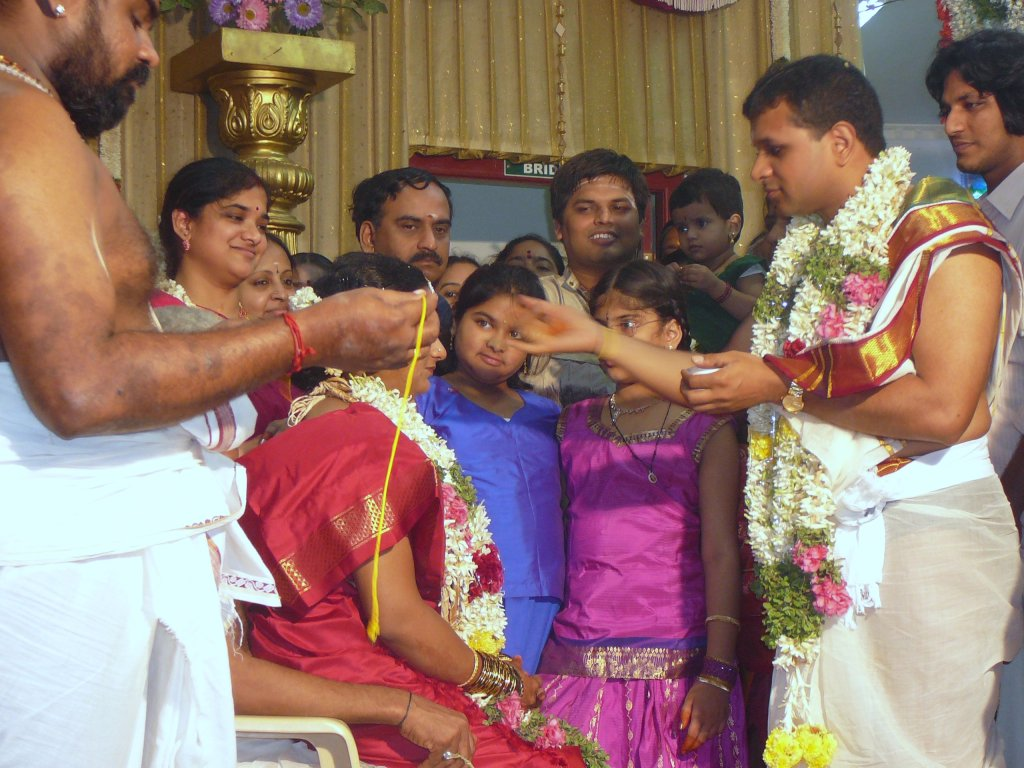
Ślub hinduski: pan młody nakłada pannie młodej sindur

Sindur – czerwony proszek nakładany przez zamężne kobiety hinduskie na przedziałek (mang) lub jako kropka na czole.
Po raz pierwszy zostaje symbolicznie nałożony podczas ceremonii ślubnej przez pana młodego jako tzw. tilak. Niezamężne kobiety często noszą podobny znak, zwany bindi, jako ozdobę, ale nie stosują sinduru na przedziałek. Również wdowy nie używają sinduru. Zwyczaj ten jest ściśle związany z hinduizmem, kobiety muzułmańskie i chrześcijańskie w Indiach nie stosują się do tego zwyczaju. Sindur tradycyjnie sporządzany jest z naturalnych składników: kurkumy, orzecha betelu z domieszką wapna gaszonego, lecz w handlu pojawiają się często wysoce toksyczne podróbki o dużej zawartości związków rtęci i ołowiu.
Podobny proszek, używany podczas ceremonii religijnych nie związanych z małżeństwem nosi nazwę kunkum.